# Singijeon

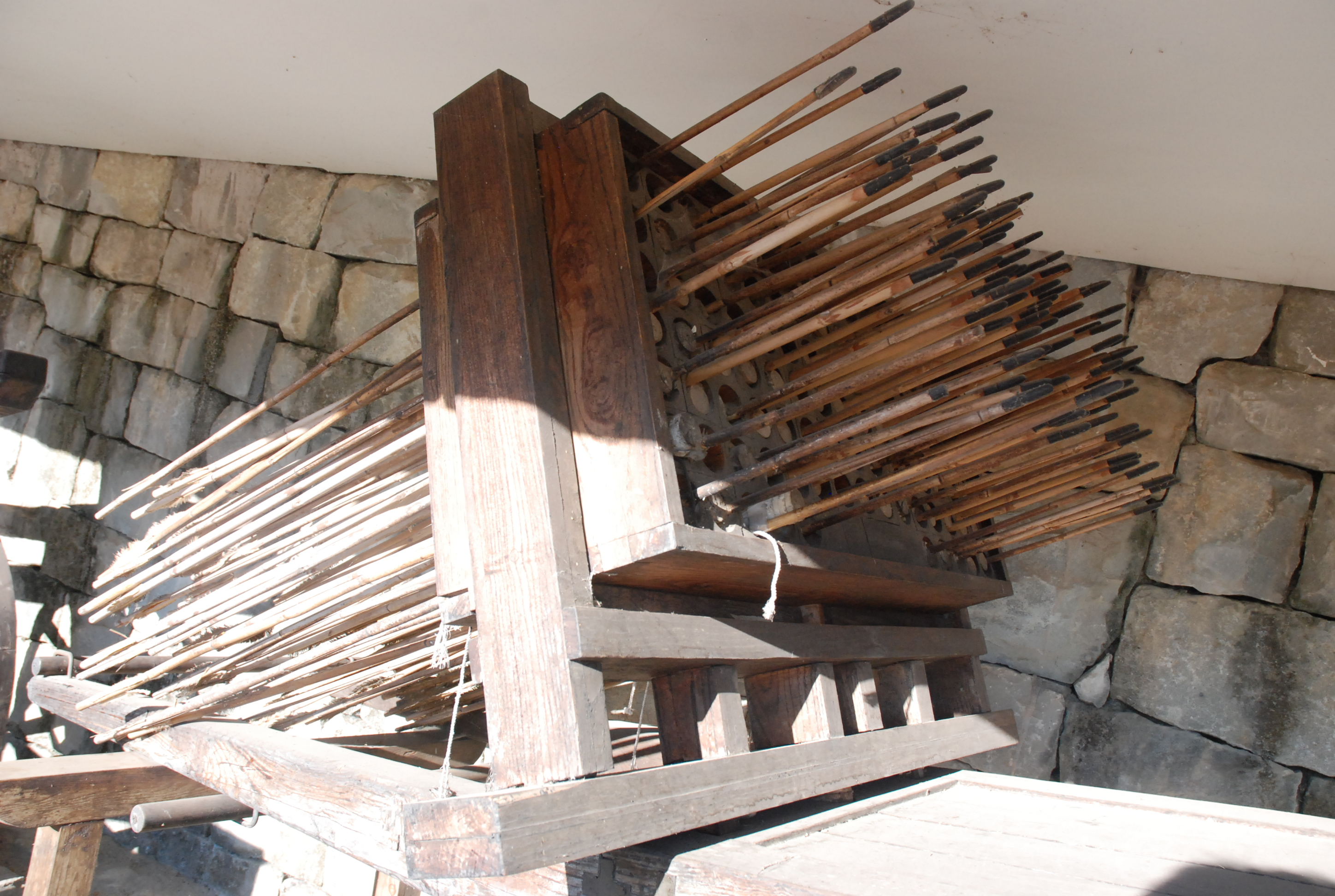
Lanzador hwacha cargado con múltiples singijeon.

Singijeon o Shinkichon (máquinas mágicas para flechas) era un tipo de cohete para colocar y lanzar flechas de fuego utilizado durante la dinastía Joseon de Corea (1392-1897). Era posible disparar múltiples singijeon mediante el uso de un hwacha (lanzador múltiple de cohetes).

## Historia
A finales del siglo XIV, para imponerse en el mar en la lucha contra los piratas japoneses (wokou, kaizoku o wako), se utilizaron flechas incendiarias denominadas hwajeon o hwajon, predecesoras del sinijeon. Los coreanos habían intentado adquirir la tecnología para fabricar cohetes y la pólvora de China. Los chinos consideraban que la tecnología de fabricación de la pólvora era un secreto de estado y limitaban el acceso comercial a ella y a los materiales nitrosos necesarios para su producción (que solo se encontraban disponibles en China), por lo tanto los coreanos buscaron desarrollar por sí mismos los secretos para fabricar la pólvora, y en 1374 (~1376), Choe Mu-seon tuvo éxito en extraer nitrato de potasio del suelo y rocas de las rutas comerciales japonesas, y por primera vez produjo pólvora en Corea.